# Rhodon (dopływ Yvette)
Rhodon – potok we Francji, przepływająca przez teren departament Yvelines, o długości 9,7 km. Stanowi dopływ rzeki Yvette.